# Kosmos 2334
Kosmos 2334, ruski vojni navigacijski i komunikacijski satelit iz programa Kosmos. Vrste je Parus.
Lansiran je 5. rujna 1996. godine u 12:47 s kozmodroma Pljesecka u Rusiji. Lansiran je u nisku orbitu oko planeta Zemlje raketom nosačem Kosmos-3M 11K65M. Orbita mu je 967 km u perigeju i 1009 km u apogeju. Orbitna inklinacija mu je 82,94°. Spacetrackov kataloški broj je 24304. COSPARova oznaka je 1996-052-A. Zemlju obilazi u 104,87 minuta. Pri lansiranju bio je mase kg. 
Skupa s ovim satelitom lansiran je i meksički satelit UNAMSAT-B, koji je mjerio brzinu meteora služeći se Dopplerovim efektom, a druga funkcija bila mu je komunikacijskog releja za udaljene lokacije.
Bio je dio sustava od šest satelita. Navigacijska informacija izvodila se od Dopplerski pomaknutim prijenosom ultrakratkih valova (otprilike 150 i 400 MHz) satelitskog položaja i orbitnih podataka. Pribavivši ispravke s nekoliko satelita, korisnikova se lokacija mogla izračunati uz pogrešku od 100 metara od stvarnog položaja. 

## Vanjske poveznice
- N2YO.com Search Satellite Database
- Celes Trak SATCAT Format Documentation (engl.)
- Kunstman  Arhivirana inačica izvorne stranice od 12. kolovoza 2019. (Wayback Machine) Satellites in Orbit (engl.)